# Закусило Петро Климентійович
Петро Климентійович Закусило (1 грудня 1890 — † ?) — підполковник Армії УНР.

## Біографія
Народився у місті Базар Овруцького повіту Волинської губернії. Закінчив Житомирську духовну семінарію, Віленське військове училище (1916). У складі 451-го піхотного полку брав участь у першій світовій війні. Останнє звання у російській армії — штабс-капітан.
У 1918—1919 роках отаман Вільного Козацтва та повстанців містечка Базар Подільської губернії.
У серпні 1919 року зі своїм повстанським загоном приєднався до 2-го Галицького корпусу Української Галицької армії.
У 1920—1922 роках — старшина 27-го та 21-го куренів 3-ї Залізної дивізії Армії УНР.
У 1920—1930-х роках — мешкав у Польщі, з 1945 року — у Німеччині.